# Bahnhof Glan-Münchweiler

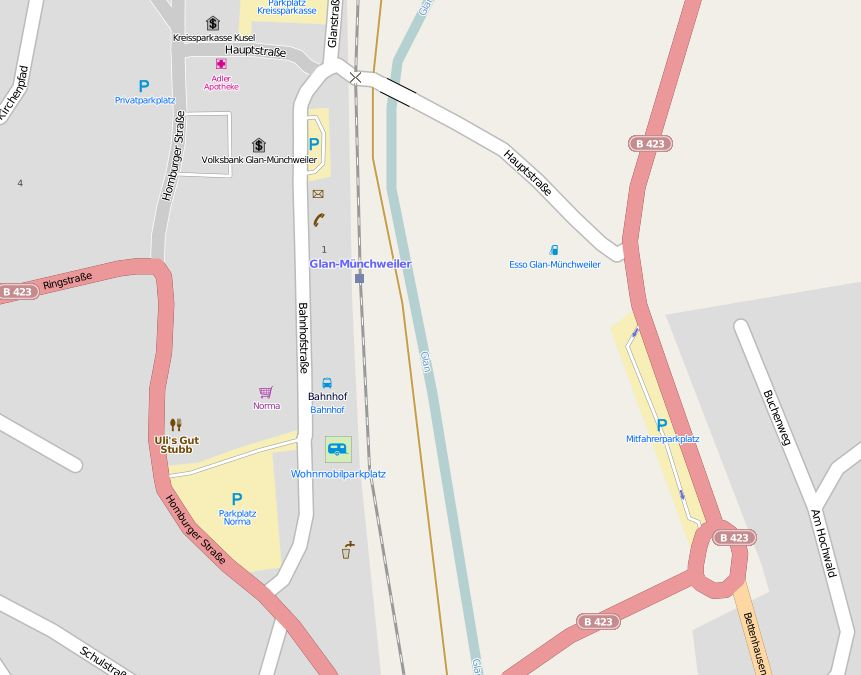
Lageplan des Bahnhofs Glan-Münchweiler

Der Bahnhof Glan-Münchweiler – um 1900 auch, sowie von 1943 bis 1947 offiziell Glanmünchweiler – ist der Bahnhof der rheinland-pfälzischen Gemeinde Glan-Münchweiler. Er verfügt über zwei Bahnsteiggleise. Der Bahnhof liegt im Verbundgebiet des Verkehrsverbundes Rhein-Neckar (VRN) und gehört zu den Tarifzonen 772 und 811.
Er wurde am 22. September 1868 als Durchgangsbahnhof der Bahnstrecke Landstuhl–Kusel eröffnet. Mit Vollendung der aus strategischen Gründen erbauten Glantalbahn Homburg–Bad Münster am 1. Mai 1904 wurde er zum Trennungsbahnhof. Diese Funktion verlor er wieder, als der Verkehr auf letzterer im Abschnitt Schönenberg-Kübelberg–Glan-Münchweiler ab Anfang der 1980er Jahre eingestellt und in der Folgezeit abgebaut wurde. Seine Anschrift lautet Bahnhofstraße 3.

## Lage

### Örtliche Lage
Der Bahnhof selbst verfügt über zwei Gleise und über einen barrierefreien Zugang. Es gibt einen Busanschluss und  Park-and-Ride-Plätze. Er befindet sich am östlichen Ortsrand von Glan-Münchweiler; parallel zur Bahnstrecke verläuft die Bahnhofstraße. Das nördliche Bahnhofsareal wird von der aus Westen kommenden Hauptstraße überbrückt, die östlich der Gleise den Namen Mühlstraße trägt. Unmittelbar südlich des Empfangsgebäudes sind ein Parkplatz für Wohnmobile und die örtliche Freiwillige Feuerwehr angesiedelt. Im südlichen Bahnhofsbereich überquert die Bundesstraße 423 die Bahnstrecke. Östlich des Bahnhofs erstreckt sich der Ortsteil Bettenhausen. Unmittelbar östlich des Bahnhofs verläuft der Glan-Blies-Weg, der in Richtung Süden bis Waldmohr auf der ehemaligen Bahntrasse verläuft und nördlich von Glan-Münchweiler über weite Strecken das inzwischen demontierte zweite Gleis der Glantalbahn beziehungsweise der Strecke nach Kusel verwendet. Zudem ist der Bahnhof westlicher Ausgangspunkt des Barbarossa-Radwegs.

### Bahnstrecken
Aus Richtung Südosten verläuft die Bahnstrecke von Landstuhl nach Kusel, bevor sie den Bahnhof erreicht. Er liegt 213,3 Meter über Normalnull zwischen den Bahnstationen Niedermohr (km 11,3) im Südosten und Rehweiler (km 23,7) im Norden.
Von 1904 bis Mitte der 1980er Jahre kam von Südwesten die Glantalbahn, die sich kurz vor dem Bahnhof mit der Kuseler Strecke vereinigte und bis kurz vor Altenglan zusammen mit ihr verlief.
Die Bahnstrecke Landstuhl–Kusel war ursprünglich durchgehend kilometriert. Mit Eröffnung der strategischen Bahn wurde, beginnend westlich von Scheidt, an der Bahnstrecke Mannheim–Saarbrücken eine neue Kilometrierung eingeführt, die über Glan-Münchweiler und Altenglan bis nach Bad Münster verläuft und bei der der Bahnhof entsprechend beim Streckenkilometer 45,6 lag. Von Landstuhl aus endet die Kilometrierung seither in Glan-Münchweiler. Die Glantalbahn erhielt später bis Altenglan eine neue Kilometrierung, die ihren Ausgangspunkt in Homburg hatte und gemäß der sich der Bahnhof beim Kilometer 21,8 befand.

## Geschichte

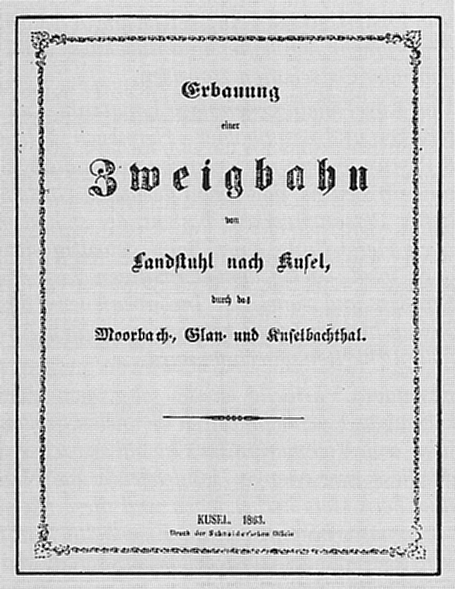
Titelseite Der denkschrift zum Bau der Strecke im Jahr 1863

### Planung, Bau und Eröffnung der Bahnstrecke Landstuhl–Kusel (1860–1870)
Bereits Anfang der 1860er Jahre hatten sich in Ramstein und Kusel Bahnbaukomitees gebildet. Laut einer 1861 in Kusel erschienenen Denkschrift, sollte die Bahn in Landstuhl von der Pfälzischen Ludwigsbahn abzweigen und entlang Mohrbach, Glan und Kuselbach bis nach Kusel führen. In der Denkschrift wurde unter anderem argumentiert, dass ein Bahnbau den eher schlechten wirtschaftlichen und sozialen Verhältnissen der Region entgegenwirke. Der Bau der geplanten Bahnlinie Landstuhl-Kusel wurde auf Grund einer Konzession des Jahres 1866 mit einem Aktienkapital von insgesamt 1.740.000 fl. ausgestattet. Hier musste außerdem eine staatliche Zinsbürgschaft in Anspruch genommen werden.
Der Bau der 28,7 Kilometer langen Strecke von Landstuhl nach Kusel verlief weitgehend unkompliziert. Lediglich bei Rammelsbach waren Geländeeinschnitte notwendig, wobei die Baukräfte auf ein Diorit-Vorkommen stießen, das in der Folgezeit weiter abgebaut wurde und dem Bahnverkehr zusätzlichen Aufschwung verlieh. Dort entstand mit dem Rammelsbacher Tunnel das größte Bauwerk entlang der Strecke. Die Bauarbeiten am Abschnitt zwischen Glan-Münchweiler und Kusel verzögerten sich, weil nicht genügend Arbeitskräfte angeworben werden konnten. Der erste Güterzug fuhr am 28. August 1868.
Am 20. September 1868 wurde der Bahnhof Glan-Münchweiler mit der Inbetriebnahme der Strecke Landstuhl–Kusel – damals zum Königreich Bayern gehörend – offiziell eröffnet. An diesem Tag verkehrte zudem ein Sonderzug von Ludwigshafen nach Kusel, zu dessen Passagieren neben Funktionären der pfälzischen Eisenbahnstrecken unter anderem Gustav von Schlör, der damalige bayerische Staatsminister für Handel und Öffentliche Arbeiten, gehörte. Die neue Bahnlinie wurde von der Bevölkerung sehr positiv aufgenommen, da sie die Infrastruktur in der ländlich geprägten Region nordwestlich von Kaiserslautern verbesserte. Zwei Tage später wurde die Strecke für den regulären Verkehr freigegeben. Entlang der Strecke war Glan-Münchweiler eine von insgesamt zehn Unterwegsstationen.

### Pläne einer strategischen Bahn (1868–1904)
Anfangs fanden in Glan-Münchweiler keine Zugkreuzungen statt; erst später wurde davon Gebrauch gemacht. Obwohl eine Bahnstrecke entlang des Glan als Verbindung zwischen dem Saargebiet und der Region um Bingen aus geographischer Perspektive naheliegend gewesen wäre, verhinderte die Kleinstaaterei im 19. Jahrhundert lange Zeit einen entsprechenden Bau. Denn im unteren Glantal zwischen Altenglan und Staudernheim verlief die Grenze zwischen Bayern und Preußen sehr unregelmäßig.
Bereits im Zuge der Konzessionierung der Kuseler Strecke erhielten die Bestrebungen, eine Strecke durch das gesamte Glantal zu errichten, Auftrieb. Nach dem Deutsch-Französischen Krieg von 1870 und 1871, als Frankreich Elsass und Lothringen an Deutschland abtreten musste, sprachen zudem militärische Gründe für eine strategische Bahnlinie in Nord-Süd-Richtung entlang des Glans. Vor allem von Preußen wurde sie entschieden verfochten. Noch 1871 wurde ein erster Entwurf angefertigt, der dem späteren Verlauf im Wesentlichen entsprach, jedoch kürzer ausfiel. Ein weiteres Argument für den Bahnbau war, eine möglichst kurze Verbindung zwischen Homburg und Bingen zu schaffen. Dabei wurde ein Anschluss an die Pfälzische Ludwigsbahn in Bruchmühlbach oder Hauptstuhl in Erwägung gezogen.

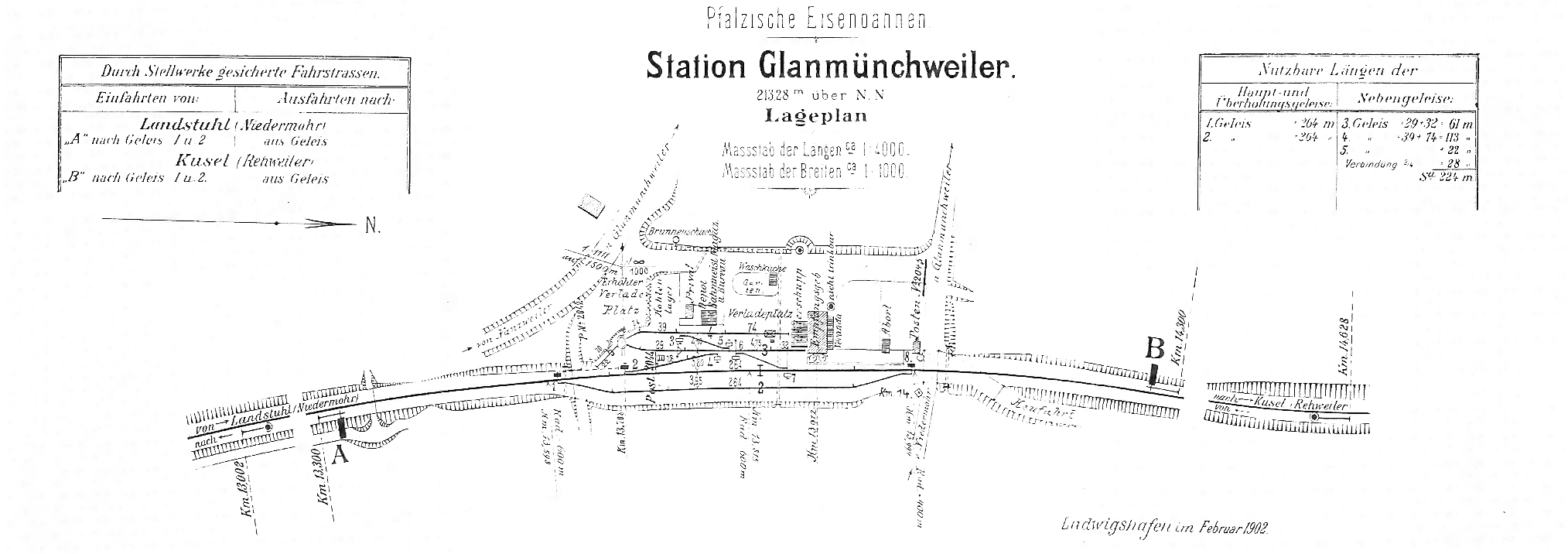
Gleisplan von 1902

Erst gegen Ende des neunzehnten Jahrhunderts gab Bayern seinen Widerstand gegen einen strategischen Bahnbau auf, da sich die deutsch-französischen Beziehungen zwischenzeitlich deutlich verschlechtert hatten. Zwar war die Festung Metz bereits über mehrere Schienenwege angebunden gewesen, jedoch war die Anbindung vom Rhein aus sehr umständlich ausgefallen. Nachdem eine südöstlicher verlaufende Variante ausgeschieden war, sahen die Planungen vor, eine Magistrale von Mainz über Bad Münster entlang des Glans unter Mitbenutzung der Kuseler Strecke zwischen Altenglan und Glan-Münchweiler zu errichten. Bereits 1897 wurden im Vorfeld der Planungen für die strategische Bahn die Kreuzungsgleise im Bahnhof auf insgesamt 500 Meter verlängert, um entsprechende Kreuzungen mit Militärzügen zu gewährleisten. 1899 erhielt Glan-Münchweiler – wie alle Bahnhöfe entlang der Strecke – Abschlusssignale. Als strategische Bahn wurde die neue Strecke von vornherein zweigleisig gebaut.

### Weitere Entwicklung (1904–1945)

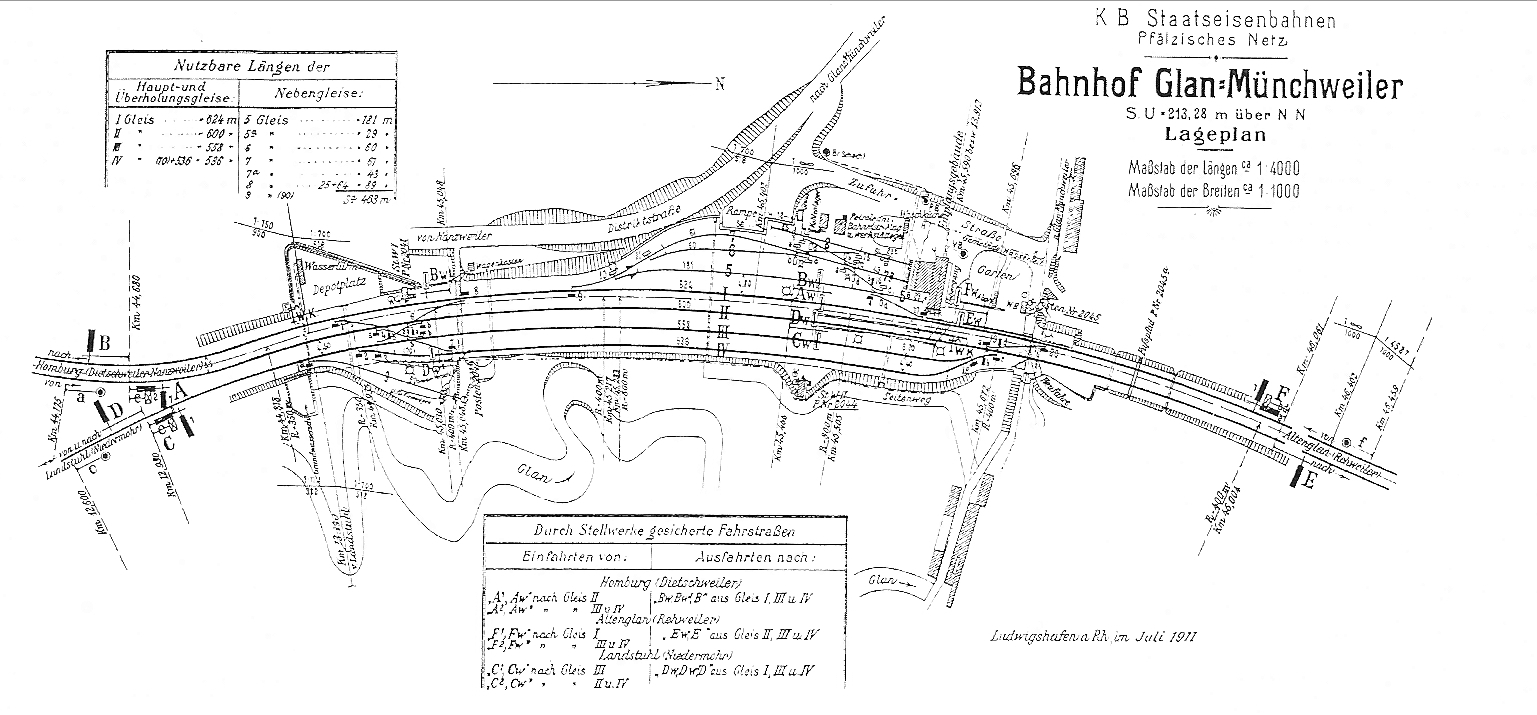
Gleisplan von 1911

Die Glantalbahn genannte strategische Strecke von Homburg nach Bad Münster wurde am 1. Mai 1904 durchgehend eröffnet; von Glan-Münchweiler bis Altenglan verlief sie gemeinsam mit der Bahnstrecke Landstuhl-Kusel. Dadurch wurde Glan-Münchweiler zum Eisenbahnknotenpunkt. Mit Inbetriebnahme der Glantalbahn erfolgte zudem eine erhebliche Erweiterung der Gleisanlagen im Bahnhof. In den Jahren 1913 und 1914 fand die einzige im Fahrplan vorgesehene Zugüberholung der Bahnhofsgeschichte statt. So musste ein normaler Personenzug nach Homburg auf einen beschleunigten Personenzug aus Bad Münster warten.
Zwischen dem 24. und 27. September 1938 fand eine Wehrübung in der Pfalz statt. Zu den Zielbahnhöfen der Truppenzüge aus Frankfurt am Main gehörte unter anderem Glan-Münchweiler.
Zum 5. Mai 1941 wurde ein Verzeichnis mit dem Titel „lebenswichtige Züge“ herausgebracht. Dies sollte dem Umstand vorbeugen, dass der Fahrplan aufgrund des zu diesem Zeitpunkt seit 1939 tobenden Zweiten Weltkriegs oft nicht einzuhalten war. Es umfasste ein Mindestangebot an Zügen, das trotz der Kriegsumstände einzuhalten war. Zwischen Glan-Münchweiler und Altenglan mussten demnach mindestens sechs Züge pro Tag und Richtung verkehren, zwischen Homburg und Glan-Münchweiler vier.
1943 wurde der Bahnhof zunächst in Glanmünchweiler umbenannt, erhielt jedoch bereits vier Jahre später seinen ursprünglichen Namen zurück.

### Deutsche Bundesbahn (1949–1993)
Die Tatsache, dass das heutige Saarland nach dem Zweiten Weltkrieg abgetrennt wurde, trug maßgeblich dazu bei, dass der Verkehr zwischen Homburg und Glan-Münchweiler in der Folgezeit immer mehr zurückging. So fuhren ab 1956 nur noch fünf Zugpaare zwischen Homburg und Glan-Münchweiler. Mitte der 1950er Jahre wurde zudem die Bahnmeisterei vor Ort aufgelöst, die zuletzt für die Streckenabschnitte Landstuhl–Glan-Münchweiler und Jägersburg–Eisenbach-Matzenbach zuständig gewesen war.
An Pfingsten 1955 entgleisten im Homburger Hauptbahnhof einige Wagen, sodass die Bahnstrecke Mannheim–Saarbrücken zwischen Homburg und Landstuhl für die Dauer einiger Stunden gesperrt war. Währenddessen wurden die Züge über Glan-Münchweiler umgeleitet. Anfang der 1960er Jahre erfolgte zudem der Rückbau des zweiten Gleises zwischen Glan-Münchweiler und Schönenberg-Kübelberg. 1962 wurde der Sonntagsverkehr auf dem Streckenabschnitt Homburg–Glan-Münchweiler eingestellt.
Bereits 1975 versuchte die Deutsche Bundesbahn, den Güterverkehr zwischen Glan-Münchweiler und Schönenberg-Kübelberg zum 31. Dezember 1975 einzustellen, was jedoch zunächst verhindert wurde; nichtsdestotrotz gab es bereits zu der Zeit keinen Güterverkehr mehr auf diesem Abschnitt.
Zum 30. Mai 1981 wurde der Personenverkehr zwischen Homburg und Glan-Münchweiler eingestellt, nachdem er nur noch einen Zug in Richtung Norden umfasst hatte. Damit einhergehend erfolgte die Einstellung des Gesamtbetriebs auf dem Streckenabschnitt Schönenberg-Kübelberg–Glan-Münchweiler, die Gesamtstilllegung erfolgte zum 3. Juni 1984. Um den dortigen Zugverkehr zu verhindern, entfernte die DB 1984 auf dem Abschnitt mehrere hundert Meter Gleis, ohne dass für die Strecke ein offizielles Stilllegungsverfahren durchgeführt worden war. Obwohl faktisch seit Jahrzehnten keine Hauptbahn mehr, wurde der Glantalbahn-Abschnitt Glan-Münchweiler–Odernheim erst zum 29. September 1985 offiziell zur Nebenbahn herabgestuft. Zwischen dem 28. März und dem 19. April 1989 wurde der bislang zweigleisige Streckenabschnitt zwischen Glan-Münchweiler und Altenglan auf ein Gleis zurückgebaut, nachdem der Fahrplan bereits ein Jahr zuvor auf einen eingleisigen Betrieb umgestellt worden war. In der Folgezeit wurde Glan-Münchweiler als Gütertarifpunkt geschlossen; damit einhergehend wurde die Anzahl der Gleise im Bahnhof auf zwei reduziert.

### Deutsche Bahn (seit 1994)
1994 bildete sich ein Komitee, dessen Fernziel die Reaktivierung der Glantalbahn zwischen Homburg und Glan-Münchweiler darstellte. In diesem Zusammenhang sollten die Gleise zwischen Homburg und Waldmohr erhalten bleiben und eine Zerschlagung der Trasse ab Waldmohr verhindert werden. So entstanden Pläne, auf ihr einen Radweg anzulegen.
Im Jahr 2000 wurde der Bahnhof wie die gesamte Westpfalz zunächst Teil des Westpfalz-Verkehrsverbundes (WVV), ehe dieser sechs Jahre später im Verkehrsverbund Rhein-Neckar (VRN) aufging. Am 18. Mai 2002 wurde auf der inzwischen abgebauten Bahntrasse zwischen Waldmohr und Glan-Münchweiler mit dem Glan-Blies-Weg ein Rand- und Wanderweg eröffnet, dessen Fertigstellung im Zeitraum von 2001 bis 2006 schrittweise erfolgte.
Im Herbst 2003 begann die Modernisierung des Bahnhofs. Diese beinhaltete einen Neubau der Bahnsteige, die mit einer Höhe von 55 Zentimetern einen barrierefreien Zugang zu den Zügen ermöglichten, eine Erneuerung der Beleuchtung, der Signale und der Telefone, den Abriss der über die Gleisanlagen führenden Fußgängerbrücke, die Errichtung neuer Wartehäuschen sowie die Errichtung eines neuen Zugangs zum Gleis 2. Das Bundesland Rheinland-Pfalz bezuschusste die Maßnahmen mit einem Betrag von etwa 692.999 Euro.
In den Jahren 2011 und 2012 fanden am Bahnhof verstärkt Kontrollen durch die Bundespolizei Kaiserslautern statt. Der Grund hierfür war, dass sich nach ihrer Meinung bahnreisende Schüler immer wieder unangemessen verhalten hatten, indem sie beispielsweise den Bahnübergang mieden und über die Gleise gingen oder Steine aus dem Gleisschotter entfernten, um sie anschließend in den naheliegenden Glan zu werfen.

## Bauwerke

### Empfangsgebäude

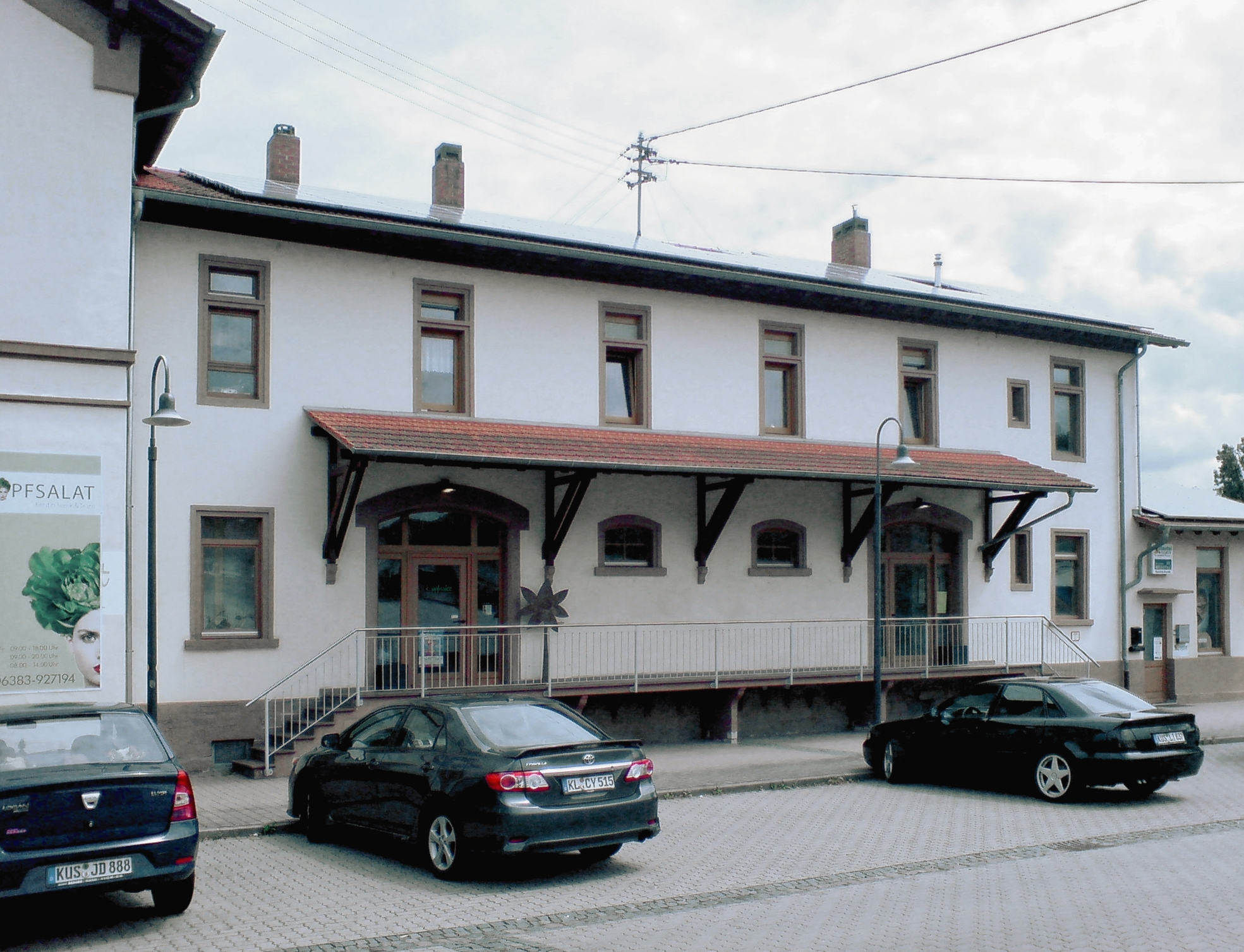
Nebengebäude des Bahnhofs

Der Bahnhof erhielt mit der Eröffnung ein zweieinhalbgeschossiges Empfangsgebäude, das sich stilistisch an die anderer pfälzischer Bahnhöfe, die in den 1860er und 1870er Jahren gebaut wurden, anlehnt und entsprechend mit Außenputz ausgestattet ist. Gemäß der Bedeutung der Bahnstation fiel das giebelständige Bauwerk relativ groß aus und entsprach zum Zeitpunkt des Baus der Strecke weitestgehend den Empfangsgebäuden von Altenglan und Kusel. Es verfügt über zweieinhalb Stockwerke, die ursprünglich mit Wohn- und Verwaltungsräumen ausgestattet waren. Unmittelbar neben ihm besaß der Bahnhof einen zweigeschossigen Güterschuppen, der traufständig angelegt war.
Sowohl das Bahnhofsgebäude als auch der Güterschuppen erfuhren in den Folgejahrzehnten einige bauliche Veränderungen, bei denen letzterer auch eine Erweiterung erfuhr. Im westlichen Bereich verfügte ersteres über einen hölzernen Vorbau, der in den 1990er Jahren jedoch abgerissen wurde. Inzwischen spielt das Bahnhofsgebäude für den Verkehr keine Rolle mehr. Es befindet sich in Privatbesitz und wurde zusammen mit seiner unmittelbaren Umgebung restauriert.

### Bahnsteige
Während der ersten dreieinhalb Jahrzehnte verfügte der Bahnhof lediglich über einen Hausbahnsteig. Nach der Errichtung der Glantalbahn kamen zwei Schüttbahnsteige hinzu, die sich zwischen den Gleisen eins und drei befanden. In den 1960er Jahren wurde das Gleis drei entfernt und die zwei besagten Bahnsteige wichen einem Mittelbahnsteig. Nach Stilllegung der Glantalbahn verfügt der Bahnhof nur noch über zwei Außenbahnsteige, die seit 2004 barrierefrei sind.

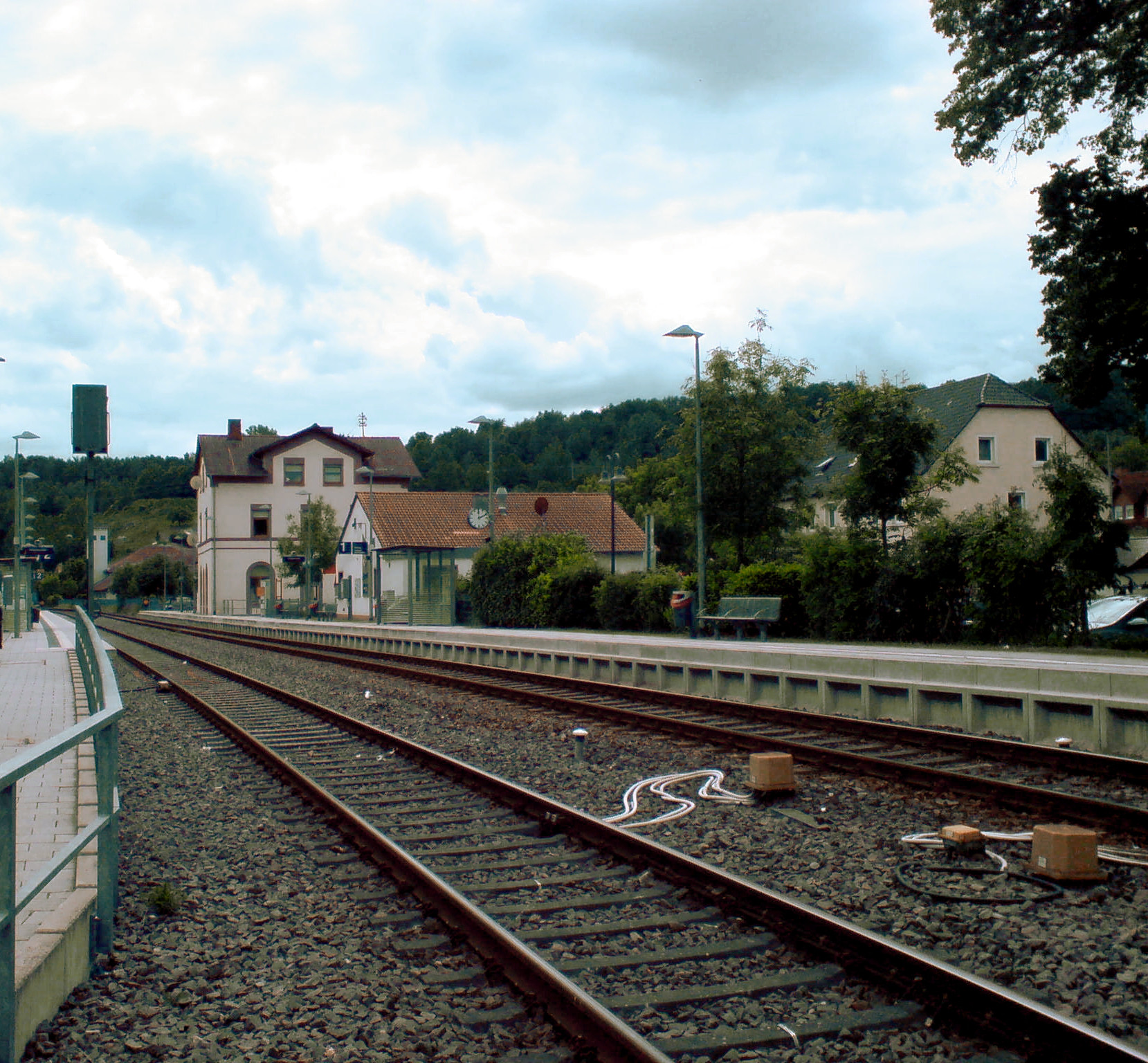
Bahnsteige, im Hintergrund das Empfangsgebäude

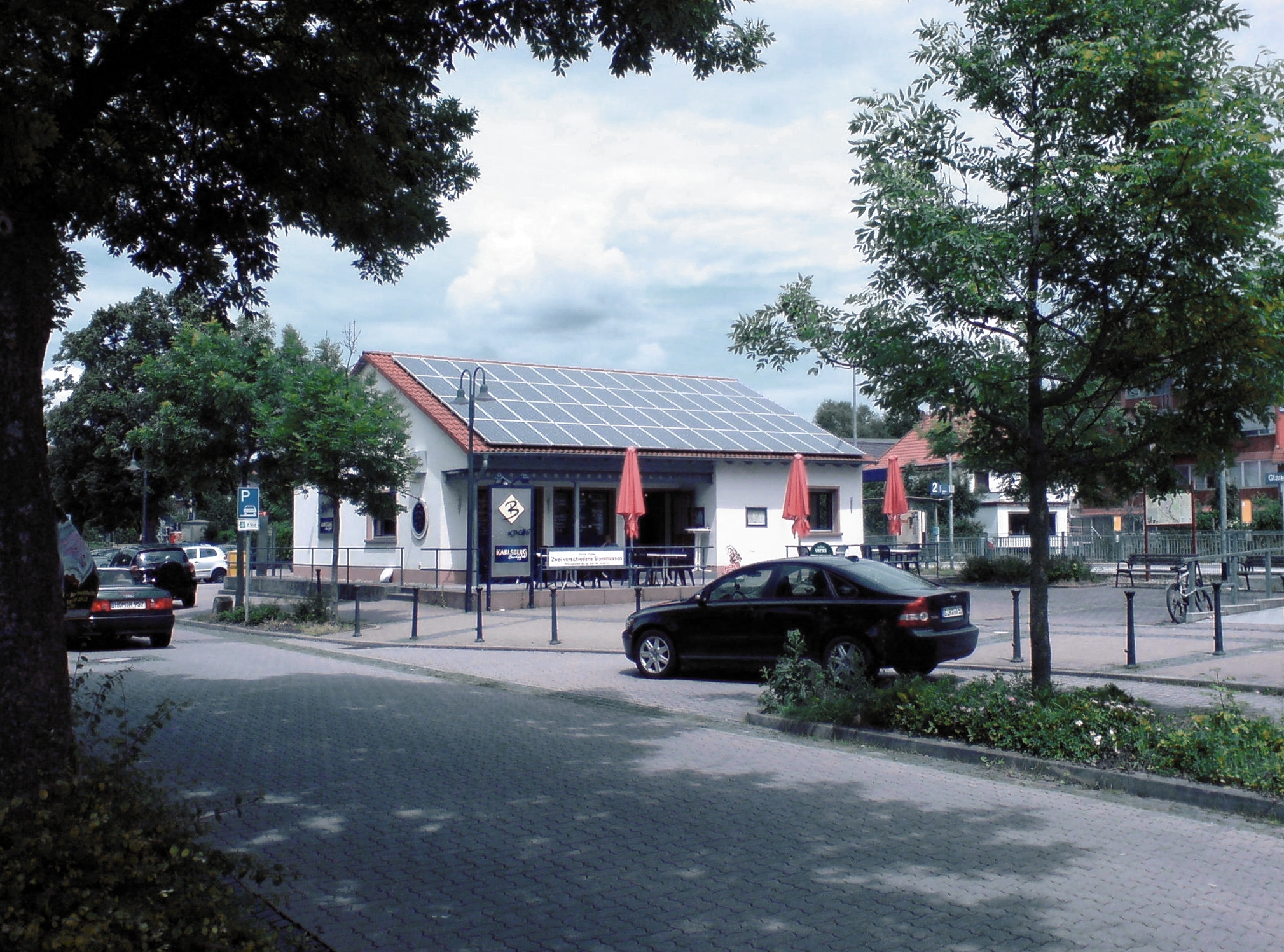
Bahnhofsareal

| Gleis | Nutzbare Länge | Bahnsteighöhe | Aktuelle Nutzung                   |
| ----- | -------------- | ------------- | ---------------------------------- |
| 1     | 130 m          | 55 cm         | Regionalbahn in Richtung Kusel     |
| 2     | 130 m          | 55 cm         | Regionalbahn in Richtung Landstuhl |

## Verkehr

### Personenverkehr
Anfangs verkehrten über Glan-Münchweiler zwei gemischte Züge und zwei reine Personenzüge. Im ersten Betriebsjahr der Glantalbahn verkehrten zwischen Homburg und Glan-Münchweiler vier Züge in Richtung Bad Münster und vier in Richtung Homburg. Dabei verkehrten nur drei Zugpaare von Homburg nach Bad Münster, die übrigen lediglich zwischen Homburg und Altenglan. Im Jahr 1905 wurden am Bahnhof Glan-Münchweiler insgesamt 26653 Fahrkarten verkauft.
Bereits wenige Jahre später fuhren Züge zwischen Homburg und Kusel, die hauptsächlich den in der Saarregion beschäftigten Bergarbeitern aus der Region um Kusel dienten. Nach dem Zweiten Weltkrieg wurde im Zuge der Abtrennung des heutigen Saarlandes deren Zugang für die einfache Bevölkerung untersagt.
1909 existierte zwischen Altenglan und Glan-Münchweiler eine Fahrplanlücke von insgesamt vier Stunden. Das veranlasste das Bezirksamt Kusel, einen Antrag zu stellen, diese zu schließen. Daraufhin wurde zwischen Altenglan und Theisbergstegen ein Personenwagen dritter und vierter Klasse an einen Güterzug angehängt. Vor allem in den 1930er Jahren gab es an den Bahnstrecken im Einzugsgebiet von Glan und Lauter mehrere Eckverbindungen wie Homburg–Glan-Münchweiler–Ramstein.
Ab Anfang der 1950er Jahre verkehrte vormittags ein sogenannter „Städteschnellzug“ zwischen Kusel und Heidelberg mit Halt in Glan-Münchweiler. Bereits 1954 wurde er zum Eilzug heruntergestuft. 1979 erfolgte seine Einstellung.
Zur selben Zeit erfolgte verstärkt der Einsatz von Uerdinger Schienenbussen, zunächst von solchen des Subtyps VT 98, die bis Mitte der 1970er Jahre verkehrten, ab 1960 kam der Subtyp VT 98 ebenfalls zum Zuge. Nach der Einstellung des Personenverkehrs zwischen Homburg und Glan-Münchweiler verschwanden sie von der Strecke nach Kusel ebenfalls.
1965 wurden zwei Eilzugpaare zwischen Zweibrücken und Mainz eingerichtet, die über die Glantalbahn verkehrten und die in Altenglan hielten. Dabei handelte es sich um Wendezüge, die mit Diesellokomotiven der Baureihe V 100.20 und sogenannten „Silberlingen“ versehen waren. Initiator dieser Verbindung war der damalige Zweibrücker Oberbürgermeister Oskar Munzinger, der zu diesem Zeitpunkt auch Landtagsabgeordneter von Rheinland-Pfalz war und seine beiden Arbeitsplätze miteinander verbunden haben wollte. Im Volksmund wurden diese Züge deshalb als „Munzinger-Express“ bezeichnet. Aufgrund der inzwischen fehlenden Verbindung Odernheim-Bad Münster mussten diese Züge nach Staudernheim fahren, dort Kopf machen und anschließend Richtung Osten die Nahetalbahn benutzen. 1967 verkehrte ein weiteres Zugpaar zwischen Homburg und Gau Algesheim. Ab 1970 waren diese Verbindungen offiziell nur noch Nahschnellverkehrszüge, ehe die 1979 komplett eingestellt wurden.

#### Aktuelle Verbindungen
| Linie | Strecke                                                           | Taktfrequenz |
| ----- | ----------------------------------------------------------------- | ------------ |
| RB 67 | Kaiserslautern – Landstuhl – Glan-Münchweiler – Altenglan – Kusel | Stundentakt  |

### Güterverkehr
Im Gegensatz zu vielen anderen Bahnhöfen entlang der Glantalbahn und der Strecke nach Kusel spielte der Güterverkehr in Glan-Münchweiler eine eher geringe Rolle. 1905 wurden insgesamt 8198,73 Tonnen Güter empfangen beziehungsweise verkauft. 1969 betrug die Zahl der versendeten Wagenladungen 75, die der empfangenen 479. Vor allem in den ersten Jahrzehnten wurden vor allem Kohle verladen, die aus einer nahe gelegenen Grube bei Steinbach am Glan herkamen. In der Anfangszeit existierten keine reinen Güterzüge, stattdessen wurde die Güterbeförderung in den ersten Jahren mittels der beiden gemischten Zugpaare durchgeführt.
1920 verkehrte ein Nahgüterzug von Kaiserslautern bis nach Kusel sowie einer vom Güterbahnhof Ebernburg an der Alsenztalbahn, der entlang der Glantalbahn alle Bahnhöfe zwischen Lauterecken-Grumbach und Homburg versorgte. In den 1990er Jahren verkehrten zur Bedienung der Bahnhöfe an Bahnstrecke Landstuhl–Kusel – von den Bahnhöfen Theisbergstegen und Rammelsbach, die aufgrund der naheliegenden Steinbrüche weiterhin Ganzzüge aufwiesen – nur noch Übergabezüge vom Rangierbahnhof Einsiedlerhof aus. Inzwischen spielt der Bahnhof Glan-Münchweiler im Güterverkehr keine Rolle mehr.

### Busverkehr
Am Bahnhofsvorplatz befindet sich eine Bushaltestelle. Bedient wird sie von den Buslinien
- 282 Gimsbach–Matzenbach–Rehweiler–Glan-Münchweiler–Quirnbach–Liebsthal–Sangerhof–Wahnwegen–Herschweiler-Pettersheim–Krottelbach
- 283 Glan-Münchweiler–Quirnbach–Henschtal–Steinbach am Glan–Brücken (Pfalz)–Schönenberg-Kübelberg–Waldmohr–Homburg
- 285 Glan-Münchweiler–Nanzdietschweiler–Börsborn–Gries (Pfalz)–Schönenberg-Kübelberg–Waldmohr–Homburg

Alle Linien werden von der Saar-Pfalz-Bus GmbH, einer Tochtergesellschaft der DB, betrieben.